# 羅臣·高列夫
羅臣·羅斯洛夫·高列夫（1990年7月4日—），生於保加利亞索菲亞，前保加利亞足球運動員，司職中堅，在香港他使用的中文球员名字为“羅斯”。

## 球員生涯
羅斯生於保加利亞索菲亞，出身於索菲亞中央陸軍，期間於2007年6月獲英格蘭球會雷丁邀請，隨旗下U19青年軍試腳一星期，到2008年開始在索菲亞中央陸軍一隊展開其職業球員生涯，惟他在該季並沒有上陣機會。
到2010年1月外借到布丁維丁，更於2010年2月27日作客以1–2不敵巴爾坎時，職業生涯首度登場，及後在2010年6月羅斯與索菲亞中央陸軍完約後，隨即加盟貝爾科維察，並在2010年9月11日以2–2賽和塞普特姆里的賽事，取得職業生涯首個入球，期間於2011至12年間獲徵召入保加利亞U21國家隊。
到2014年7月11日，羅斯轉會到博特夫，並在9日後以1–0擊敗索菲亞火車頭的賽事首度代表球會上陣，不過羅斯在2015年並沒有參加任何官方比賽，到5月25日完約後離隊。
至2017年7月，羅斯到香港加盟港超聯球會香港飛馬，惟他在11月20日對和富大埔的聯賽，於29分鐘解圍時誤把對方的傳中球撞入網，取得在港的首個烏龍球，幸好最終協助飛馬以3–2勝出，可惜隨後他在12月2日以2–1擊敗R&F富力的菁英盃分組賽，在上半場與富力球員相撞受傷，經檢查後證實右胸骨有三條骨裂，要到2018年1月底復出。

## 球會數據
| 球會           | 球季     | 聯賽 | 聯賽 | 盃賽 | 盃賽 | 歐洲 | 歐洲 | 合計 | 合計 |
| 球會           | 球季     | 上陣 | 入球 | 上陣 | 入球 | 上陣 | 入球 | 上陣 | 入球 |
| -------------- | -------- | ---- | ---- | ---- | ---- | ---- | ---- | ---- | ---- |
| 索菲亞中央陸軍 | 2008–09  | 0    | 0    | 0    | 0    | 0    | 0    | 0    | 0    |
| 索菲亞中央陸軍 | 2009–10  | 0    | 0    | 0    | 0    | 0    | 0    | 0    | 0    |
| 布丁維丁       | 2009–10  | 10   | 1    | 0    | 0    | –    | –    | 10   | 1    |
| 貝爾科維察     | 2010–11  | 14   | 2    | 2    | 1    | –    | –    | 16   | 3    |
| 查洛摩亞       | 2010–11  | 8    | 1    | 1    | 0    | –    | –    | 9    | 1    |
| 查洛摩亞       | 2011–12  | 21   | 1    | 1    | 0    | –    | –    | 22   | 1    |
| 查洛摩亞       | 2012–13  | 25   | 2    | 4    | 1    | –    | –    | 29   | 3    |
| 查洛摩亞       | 2013–14  | 10   | 0    | 2    | 0    | –    | –    | 12   | 0    |
| 柳比梅茨       | 2013–14  | 3    | 0    | 0    | 0    | –    | –    | 3    | 0    |
| 保迪夫         | 2014–15  | 10   | 0    | 0    | 0    | –    | –    | 10   | 0    |
| 伏爾加         | 2015–16  | 11   | 0    | 2    | 0    | –    | –    | 13   | 0    |
| 生涯合計       | 生涯合計 | 114  | 7    | 12   | 2    | 0    | 0    | 126  | 9    |

## 球會榮譽
保迪夫
- 保加利亞超級盃冠軍（2014–15季度）

## 外部連結
- Transfermarkt （页面存档备份，存于）
- Soccerway資料庫 （页面存档备份，存于）